# Borussia Verein für Leibesübungen 1900 Mönchengladbach 2007-2008
Questa voce raccoglie le informazioni riguardanti il Borussia Verein für Leibesübungen 1900 Mönchengladbach nelle competizioni ufficiali della stagione 2007-2008.

## Stagione
Nella stagione 2007-2008 il Borussia Mönchengladbach, allenato da Jos Luhukay, concluse il campionato di 2. Bundesliga al 1º posto e fu promosso in Bundesliga. In Coppa di Germania il Borussia Mönchengladbach fu eliminato al secondo turno dal Bayern Monaco.

## Rosa
| N. |                           | Ruolo | Calciatore           |
| -- | ------------------------- | ----- | -------------------- |
| 21 | Germania (bandiera)       | P     | Uwe Gospodarek       |
| 1  | Germania (bandiera)       | P     | Christofer Heimeroth |
| 19 | Germania (bandiera)       | P     | Frederic Löhe        |
| 20 | Danimarca (bandiera)      | D     | Kasper Bøgelund      |
| 4  | Paesi Bassi (bandiera)    | D     | Roel Brouwers        |
| 3  | Belgio (bandiera)         | D     | Filip Daems          |
| 5  | Costa d'Avorio (bandiera) | D     | Steve Gohouri        |
| 15 | Germania (bandiera)       | D     | Thomas Kleine        |
| 22 | Germania (bandiera)       | D     | Tobias Levels        |
| 17 | Paesi Bassi (bandiera)    | D     | Patrick Paauwe       |
| 18 | Germania (bandiera)       | D     | Tim Rubink           |
| 2  | Germania (bandiera)       | D     | Sebastian Schachten  |
| 13 | Germania (bandiera)       | D     | Alexander Voigt      |
| 29 | Germania (bandiera)       | C     | Alexander Baumjohann |

| N. |                      | Ruolo | Calciatore             |
| -- | -------------------- | ----- | ---------------------- |
| 7  | Mali (bandiera)      | C     | Soumaila Coulibaly     |
| 26 | Germania (bandiera)  | C     | Robert Fleßers         |
| 11 | Germania (bandiera)  | C     | Marko Marin            |
| 23 | Camerun (bandiera)   | C     | Marcel Ndjeng          |
| 6  | Polonia (bandiera)   | C     | Eugen Polanski         |
| 8  | Danimarca (bandiera) | C     | Sebastian Svärd        |
| 14 | Svezia (bandiera)    | C     | Sharbel Touma          |
| 28 | Germania (bandiera)  | C     | Johannes van den Bergh |
| 30 | Israele (bandiera)   | A     | Roberto Colautti       |
| 16 | Canada (bandiera)    | A     | Rob Friend             |
| 25 | Germania (bandiera)  | A     | Moses Lamidi           |
| 9  | Angola (bandiera)    | A     | Nando Rafael           |
| 27 | Germania (bandiera)  | A     | Oliver Neuville        |
| 10 | Germania (bandiera)  | A     | Sascha Rösler          |

## Organigramma societario
Area tecnica
- Allenatore: Jos Luhukay
- Allenatore in seconda: Markus Gellhaus
- Preparatore dei portieri: Uwe Kamps
- Preparatori atletici: Andreas Bluhm

## Risultati

### 2. Bundesliga

#### Girone di andata
| Arbitro: | Rafati |

|          |           |            |
| Bohl 83’ | Marcatori | 85’ Rösler |

| Mönchengladbach 19 agosto 2007, ore 14:00 CEST 2ª giornata | Borussia M'gladbach | 0 – 0 referto | Hoffenheim | Stadion im Borussia-Park (39 414 spett.)\| Arbitro: \| Hartmann \| |
| Arbitro:                                                   | Hartmann            |               |            |                                                                    |

| Arbitro: | Perl |

|                                       |           |            |
| Borja 12’ Gunkel 16’, 51’ Feulner 61’ | Marcatori | 74’ Paauwe |

| Arbitro: | Dingert |

|                   |           |           |
| Neuville 11’, 25’ | Marcatori | 76’ Nouri |

| Arbitro: | Kircher |

|                         |           |                                    |
| Kaufman 47’ Geißler 58’ | Marcatori | 10’ Rösler 39’ Friend 64’ Brouwers |

| Arbitro: | Frank |

|                                         |           |                         |
| Neuville 43’, 50’ Friend 60’ Rafael 86’ | Marcatori | 53’ Dreßler 72’ Diabang |

| Arbitro: | Brych |

|  |           |                                  |
|  | Marcatori | 39’ Friend 57’ Rafael 69’ Rösler |

| Arbitro: | Rafati |

|                       |           |           |
| Ndjeng 12’ Friend 15’ | Marcatori | 64’ Kolev |

| Arbitro: | Perl |

|  |           |                                                 |
|  | Marcatori | 2’ Paauwe 35’, 78’ Friend 79’ Rösler 90’ Rafael |

| Arbitro: | Kinhöfer |

|                        |           |                        |
| Neuville 57’ Daems 65’ | Marcatori | 60’ Mohamad 62’ Helmes |

| Arbitro: | Weiner |

|               |           |                     |
| Reisinger 90’ | Marcatori | 9’, 17’, 82’ Friend |

| Arbitro: | Schmidt |

|                  |           |               |
| Neuville 9’, 80’ | Marcatori | 34’ Torghelle |

| Monaco di Baviera 12 novembre 2007, ore 20:15 CET 13ª giornata | Monaco 1860 | 0 – 0 referto | Borussia M'gladbach | Allianz Arena (31 000 spett.)\| Arbitro: \| Kempter \| |
| Arbitro:                                                       | Kempter     |               |                     |                                                        |

| Arbitro: | Willenborg |

|                                    |           |  |
| Ndjeng 16’ Brouwers 63’ Paauwe 83’ | Marcatori |  |

| Arbitro: | Schalk |

|           |           |              |
| Šimac 30’ | Marcatori | 88’ Colautti |

| Arbitro: | Gagelmann |

|                   |           |                           |
| Paauwe 64’ (aut.) | Marcatori | 6’ Friend 58’, 76’ Rösler |

| Arbitro: | Fleischer |

|               |           |              |
| Coulibaly 55’ | Marcatori | 74’ Djurisic |

#### Girone di ritorno
| Arbitro: | Aytekin |

|           |           |              |
| Rösler 1’ | Marcatori | 90’ Runström |

| Arbitro: | Wingenbach |

|                                  |           |                                |
| Teber 55’ Copado 66’, 70’ Ba 88’ | Marcatori | 23’ Kleine 40’ (rig.) Neuville |

| Arbitro: | Kircher |

|  |           |          |
|  | Marcatori | 3’ Borja |

| Arbitro: | Kempter |

|                              |           |                |
| Schuon 30’ Cichon 76’ (rig.) | Marcatori | 9’, 32’ Friend |

| Arbitro: | Dingert |

|                         |           |  |
| Neuville 33’ Friend 58’ | Marcatori |  |

| Arbitro: | Gagelmann |

|  |           |                       |
|  | Marcatori | 10’ Rösler 59’ Friend |

| Arbitro: | Rafati |

|            |           |  |
| Friend 63’ | Marcatori |  |

| Arbitro: | Fandel |

|           |           |              |
| Ebbers 3’ | Marcatori | 79’ Neuville |

| Arbitro: | Meyer |

|                  |           |  |
| Bajić 90’ (aut.) | Marcatori |  |

| Arbitro: | Kinhöfer |

|                   |           |            |
| Helmes 90’ (rig.) | Marcatori | 32’ Rösler |

| Arbitro: | Wagner |

|                            |           |  |
| Marin 5’, 56’ Neuville 50’ | Marcatori |  |

| Arbitro: | Weiner |

|                          |           |                   |
| Walsleben-Schied 9’, 45’ | Marcatori | 63’, 76’ Colautti |

| Arbitro: | Christ |

|                          |           |                         |
| Neuville 18’, 48’ (rig.) | Marcatori | 24’ Di Salvo 45’ Göktan |

| Arbitro: | Sippel |

|                     |           |                                                                                   |
| Brouwers 54’ (aut.) | Marcatori | 28’ (rig.), 49’ (rig.) Neuville 58’ Marin 66’ Touma 73’, 88’ Ndjeng 77’ Coulibaly |

| Arbitro: | Grudzinski |

|                           |           |  |
| Touma 11’, 80’ Friend 67’ | Marcatori |  |

| Arbitro: | Hartmann |

|                       |           |                           |
| Friend 63’ Kleine 74’ | Marcatori | 8’ Matmour 36’, 58’ Güneş |

| Arbitro: | Schalk |

|                          |           |                                    |
| Hoilett 34’ Schüßler 45’ | Marcatori | 28’ Friend 52’ Coulibaly 58’ Marin |

### Coppa di Germania
| Arbitro: | Schalk |

|  |           |           |
|  | Marcatori | 70’ Marin |

| Arbitro: | Gräfe |

|                         |           |            |
| Toni 47’, 57’ Klose 83’ | Marcatori | 70’ Ndjeng |

## Statistiche

### Statistiche di squadra
| Competizione      | Punti | In casa | In casa | In casa | In casa | In casa | In casa | In trasferta | In trasferta | In trasferta | In trasferta | In trasferta | In trasferta | Totale | Totale | Totale | Totale | Totale | Totale | DR  |
| Competizione      | Punti | G       | V       | N       | P       | Gf      | Gs      | G            | V            | N            | P            | Gf           | Gs           | G      | V      | N      | P      | Gf     | Gs     | DR  |
| ----------------- | ----- | ------- | ------- | ------- | ------- | ------- | ------- | ------------ | ------------ | ------------ | ------------ | ------------ | ------------ | ------ | ------ | ------ | ------ | ------ | ------ | --- |
| 2. Bundesliga     | 66    | 17      | 10      | 5       | 2       | 31      | 15      | 17           | 8            | 7            | 2            | 40           | 23           | 34     | 18     | 12     | 4      | 71     | 38     | +33 |
| Coppa di Germania | -     | 0       | 0       | 0       | 0       | 0       | 0       | 2            | 1            | 0            | 1            | 2            | 3            | 2      | 1      | 0      | 1      | 2      | 3      | -1  |
| Totale            | -     | 17      | 10      | 5       | 2       | 31      | 15      | 19           | 9            | 7            | 3            | 42           | 26           | 36     | 19     | 12     | 5      | 73     | 41     | +32 |

### Andamento in campionato
| Giornata  | 1 | 2  | 3  | 4  | 5 | 6 | 7 | 8 | 9 | 10 | 11 | 12 | 13 | 14 | 15 | 16 | 17 | 18 | 19 | 20 | 21 | 22 | 23 | 24 | 25 | 26 | 27 | 28 | 29 | 30 | 31 | 32 | 33 | 34 |
| --------- | - | -- | -- | -- | - | - | - | - | - | -- | -- | -- | -- | -- | -- | -- | -- | -- | -- | -- | -- | -- | -- | -- | -- | -- | -- | -- | -- | -- | -- | -- | -- | -- |
| Luogo     | T | C  | T  | C  | T | C | T | C | T | C  | T  | C  | T  | C  | T  | T  | C  | C  | T  | C  | T  | C  | T  | C  | T  | C  | T  | C  | T  | C  | T  | C  | C  | T  |
| Risultato | N | N  | P  | V  | V | V | V | V | V | N  | V  | V  | N  | V  | N  | V  | N  | N  | P  | P  | N  | V  | V  | V  | N  | V  | N  | V  | N  | N  | V  | V  | P  | V  |
| Posizione | 9 | 11 | 12 | 12 | 9 | 6 | 2 | 2 | 1 | 1  | 1  | 1  | 1  | 1  | 1  | 1  | 1  | 1  | 1  | 1  | 1  | 1  | 1  | 1  | 1  | 1  | 1  | 1  | 1  | 1  | 1  | 1  | 1  | 1  |

Legenda:

Luogo: C = Casa; T = Trasferta. Risultato: V = Vittoria; N = Pareggio; P = Sconfitta.

### Statistiche dei giocatori
| Giocatore        | 2. Bundesliga | 2. Bundesliga | 2. Bundesliga | 2. Bundesliga | Coppa di Germania | Coppa di Germania | Coppa di Germania | Coppa di Germania | Totale   | Totale | Totale      | Totale     |
| Giocatore        | Presenze      | Reti          | Ammonizioni   | Espulsioni    | Presenze          | Reti              | Ammonizioni       | Espulsioni        | Presenze | Reti   | Ammonizioni | Espulsioni |
| ---------------- | ------------- | ------------- | ------------- | ------------- | ----------------- | ----------------- | ----------------- | ----------------- | -------- | ------ | ----------- | ---------- |
| U. Gospodarek    | 1             | 0             | 0             | 0             | -                 | -                 | -                 | -                 | 1        | 0      | 0           | 0          |
| C. Heimeroth     | 33            | 0             | 0             | 0             | 2                 | 0                 | 0                 | 0                 | 35       | 0      | 0           | 0          |
| F. Löhe          | -             | -             | -             | -             | -                 | -                 | -                 | -                 | -        | -      | -           | -          |
| K. Bøgelund      | 7             | 0             | 2             | 0             | 1                 | 0                 | 0                 | 0                 | 8        | 0      | 2           | 0          |
| R. Brouwers      | 28            | 2             | 5             | 1             | 2                 | 0                 | 1                 | 0                 | 30       | 2      | 6           | 1          |
| F. Daems         | 27            | 1             | 3             | 0             | 1                 | 0                 | 0                 | 0                 | 28       | 1      | 3           | 0          |
| S. Gohouri       | 17            | 0             | 5             | 0             | 1                 | 0                 | 0                 | 0                 | 18       | 0      | 5           | 0          |
| T. Kleine        | 8             | 2             | 2             | 0             | -                 | -                 | -                 | -                 | 8        | 2      | 2           | 0          |
| T. Levels        | 27            | 0             | 4             | 0             | 1                 | 0                 | 0                 | 0                 | 28       | 0      | 4           | 0          |
| P. Paauwe        | 33            | 3             | 6             | 0             | 2                 | 0                 | 1                 | 0                 | 35       | 3      | 7           | 0          |
| T. Rubink        | -             | -             | -             | -             | -                 | -                 | -                 | -                 | -        | -      | -           | -          |
| S. Schachten     | 2             | 0             | 0             | 0             | -                 | -                 | -                 | -                 | 2        | 0      | 0           | 0          |
| A. Voigt         | 33            | 0             | 5             | 0             | 1                 | 0                 | 0                 | 0                 | 34       | 0      | 5           | 0          |
| A. Baumjohann    | 1             | 0             | 0             | 0             | -                 | -                 | -                 | -                 | 1        | 0      | 0           | 0          |
| S. Coulibaly     | 26            | 3             | 3             | 0             | 2                 | 0                 | 0                 | 0                 | 28       | 3      | 3           | 0          |
| R. Fleßers       | -             | -             | -             | -             | -                 | -                 | -                 | -                 | -        | -      | -           | -          |
| M. Marin         | 31            | 4             | 1             | 0             | 2                 | 1                 | 0                 | 0                 | 33       | 5      | 1           | 0          |
| M. Ndjeng        | 30            | 4             | 0             | 1             | 1                 | 1                 | 0                 | 0                 | 31       | 5      | 0           | 1          |
| E. Polanski      | 9             | 0             | 2             | 0             | -                 | -                 | -                 | -                 | 9        | 0      | 2           | 0          |
| S. Svärd         | 11            | 0             | 1             | 0             | 2                 | 0                 | 0                 | 0                 | 13       | 0      | 1           | 0          |
| S. Touma         | 16            | 3             | 1             | 0             | 1                 | 0                 | 0                 | 0                 | 17       | 3      | 1           | 0          |
| J. van den Bergh | 8             | 0             | 0             | 0             | -                 | -                 | -                 | -                 | 8        | 0      | 0           | 0          |
| R. Colautti      | 10            | 3             | 0             | 0             | -                 | -                 | -                 | -                 | 10       | 3      | 0           | 0          |
| R. Friend        | 33            | 18            | 4             | 1             | 1                 | 0                 | 0                 | 0                 | 34       | 18     | 4           | 1          |
| M. Lamidi        | 1             | 0             | 0             | 0             | 1                 | 0                 | 0                 | 0                 | 2        | 0      | 0           | 0          |
| N. Rafael        | 12            | 3             | 1             | 0             | 1                 | 0                 | 1                 | 0                 | 13       | 3      | 2           | 0          |
| O. Neuville      | 34            | 15            | 3             | 0             | 2                 | 0                 | 1                 | 0                 | 36       | 15     | 4           | 0          |
| S. Rösler        | 30            | 9             | 8             | 0             | 2                 | 0                 | 0                 | 0                 | 32       | 9      | 8           | 0          |
| M. Compper       | 3             | 0             | 1             | 0             | 1                 | 0                 | 0                 | 0                 | 4        | 0      | 1           | 0          |